# Краснодольский (Свердловская область)
Краснодольский — посёлок в муниципальном округе Красноуральск Свердловской области России.
Ранее посёлок входил в состав Дачного сельсовета города Красноуральска.

## География
Посёлок Краснодольский расположен к востоку от Уральских гор, на правом берегу реки Смехуновки, в 6 километрах по прямой на запад-северо-запад от города Красноуральска, на 8-м километре подъездной дороги от Красноуральска к Серовскому тракту. Река Смехуновка в районе посёлка запружена.

## Население
| 2002 | 2010 |
| ---- | ---- |
| 234  | ↘155 |

## История
До 25 июня 1962 года посёлок носил наименование Смехуновка (по названию реки) .
В 1938 году посёлок Смехуновка начал строиться как подсобное хозяйство, был образован совхоз «Смехуновка», на ферме разводили кроликов, кур, был сад. В довоенное время в посёлке работали детский сад-ясли, семилетняя школа, в послевоенное время — начальная школа, магазин, столовая, общежитие, медпункт, больница, клуб, баня, котельная. В 1958 году в Смехуновке появилась телефонная связь, в конторе подсобного хозяйства был установлен коммутатор. В 1961 году Смехуновский сельсовет переведён на территорию посёлка Дачного и переименован в Дачный сельсовет. Подсобное хозяйство в этом же году было передано Верхнетуринскому совхозу, после чего птичник, крольчатник и сад были ликвидированы. В 1970-е годы вместо парников были построены теплицы. Население посёлка составляло 1200 человек, из них трудоспособного населения — 800. В 1975 году построен новый клуб на 120 посадочных мест. В 1988 году установлен памятник участникам Великой Отечественной войны. 
В 1978 закрыта начальная школа, в 1998 закрывается детский сад. В 1989 году Краснодольское отделение переводится Красноуральска в ведение автотранспортного предприятия города. ПАТО довело хозяйство до банкротства и в 1997 году отказалось от него. Всё было ликвидировано: гараж, скотные дворы, котельная, контора, теплицы, складские помещения.
В 2022 году усилиями красноуральской корпорации АО «Святогор» (предприятие металлургического комплекса УГМК) при участии администрации города Красноуральска была отсыпана дамба реки Смехуновки, был создан пруд, который теперь служит местом отдыха и рыбалки местного населения.

## Инфраструктура
В посёлке работают сельский клуб с библиотекой и два продуктовых магазина. Ближайшие медицинские и образовательные учреждения расположены в городе Красноуральске. Возле центрального магазина в центральной части посёлка есть памятник жертвам Великой Отечественной войны.
Промышленных предприятий в посёлке нет, жители трудоустроены в соседних городах и ведут подсобное сельское хозяйство.

### Транспорт
Добраться до посёлка можно на проходящих пригородных автобусах из Нижней Туры, Красноуральска, Верхней Туры и Кушвы либо на такси или на личном автотранспорте.